# 931

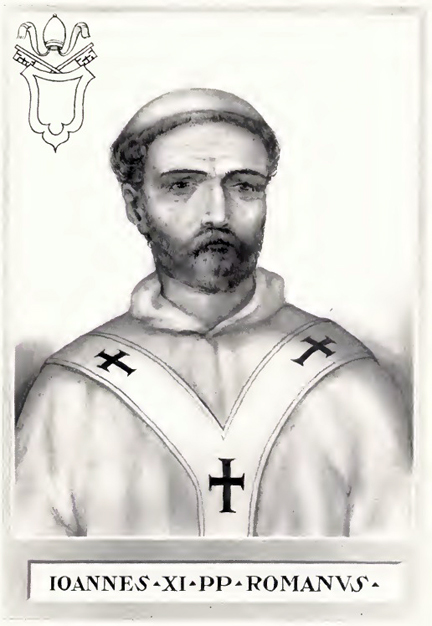
Paus Johannes XI (ca. 910 - 935)

Het jaar 931 is het 31e jaar in de 10e eeuw volgens de christelijke jaartelling.

## Gebeurtenissen

### Europa
- Voorjaar - Hugo van Arles, koning van Italië, benoemt (met steun van de Italiaanse adel) zijn zoon Lotharius II tot mede-regent. Hij voert een campagne tegen Rome, om zo de keizerskroon (IJzeren Kroon) te verwerven.[1]
- Koning Harald I overlijdt na een regeerperiode van 59 jaar. Tijdens zijn bewind is het koninkrijk verdeeld onder zijn rivaliserende zonen; Harald's favoriete zoon Erik I ("Bloedbijl") krijgt de absolute macht over Noorwegen.
- Eerste schriftelijke vermelding van Kaprun (huidige Oostenrijk).

### Arabische Rijk
- Abd al-Rahman III, kalief van Córdoba, voert een veldtocht tegen het kalifaat van de Fatimiden. Hij landt met een Moors expeditieleger in Marokko en verovert de stad Ceuta (tegenwoordig een exclave van Spanje).

## Religie
- Voorjaar - Paus Stefanus VII overlijdt na een pontificaat van 3 jaar. Hij wordt opgevolgd door Johannes XI (slechts 21 jaar oud) als de 125e paus van de Katholieke Kerk. Johannes is de zoon van Marozia, een Romeins senatrix en de de facto heerseres van Rome.

## Geboren
- Adelheid, keizerin van het Heilige Roomse Rijk (overleden 999)
- Liutgard van Saksen, Duits prinses (overleden 953)
- Taksony, vorst van de Magyaren (waarschijnlijke datum)

## Overleden
- 27 januari - Ruotger, Frankisch staatsman en aartsbisschop
- 15 maart - Stefanus VII, paus van de Katholieke Kerk
- 3 september - Uda (64), keizer van Japan
- Christophoros Lekapenos, Byzantijns mede-keizer
- Harald I, koning van Noorwegen (waarschijnlijke datum)